# Юзеф Коженевський
Юзеф Коженевський (пол. Józef Korzeniewski, бл. 1732, Лідзбарк-Вармінський — 1780 або 1781, Фромборк) — видатний художник часів Речі Посполитої, ілюстратор і останній бургграф Фромборкський.

## Життєпис
Юзеф Коженевський був сином Ідзі, придворного хірурга Вармінських єпископів. Освіту здобув у Лідзбарку-Вармінському та єзуїтському колегіумі в Решелі. Ймовірно, він навчився малювати в Лідзбарку-Вармінському.
Ю. Коженевський був придворним маляром (художником) єпископів А. Грабовського і І. Красицького. У 1766—1772 роках займав посаду бургграфа у Фромборку. Вже будучи бургграфом разом із єпископом-помічником Каролем Фридериком фон Цеменом він інформував пруську владу про економічний стан Вармії перед першим поділом Польщі, а також передав кадастр Вармії від 1718 року.

## Твори
Відомі лише деякі твори Ю. Коженевського, створені на замовлення єпископа А. Грабовського:
- 1762: малюнок Святого Юрія перед язичницьким суддею для церкви в Радостові.
- 1763: образ Св. Станіслав воскрешає Петровіна для парафіяльного костелу в Лідзбарку (картина втрачена).
- Образ св. Станіслав воскрешає Петровіна для костелу у Франкові.
- 1764: розписи св. Миколая для церков у Ґженді, Ламкові та Поґродзі.
- зображення св. Варфоломія для костелу в Пйотрашеві.
- зображення св. Петра і Павла для парафіяльного костелу в Решелі. Картина згоріла разом із головним вівтарем під час пожежі костелу 1806 року.
- образ Святого Юрія перед язичницьким суддею для парафіяльного костелу в Лідзбарку-Вармінському; нині в головному вівтарі замкової каплиці в Лідзбарку.

Його вважають творцем поліхромії, що прикрашає стіни каплиці замку Лідзбарку. Маляр відтворив такі біблійні сюжети: три ангели відвідують Авраама та Сарру, принесення в жертву Ісаака, зустріч Еліезара з Ревеккою, драбина Якова, Йосип тлумачить сни фараонові, зустріч Йосипа з братами та інші.